# Diego Salazar
Diego Fernando Salazar Quintero (ur. 3 października 1980 w Tului) – kolumbijski sztangista, wicemistrz olimpijski i brązowy medalista mistrzostw świata.

## Kariera
Pierwszy sukces osiągnął w 2003 roku, kiedy zwyciężył w wadze piórkowej (do 62 kg) na igrzyskach panamerykańskich w Santo Domingo. W 2004 roku wystąpił na igrzyskach olimpijskich w Atenach, ale spalił wszystkie próbny w rwaniu i ostatecznie nie był klasyfikowany. Dwa lata później, podczas mistrzostw świata w Santo Domingo zdobył srebrny medal. W zawodach tych wyprzedzili go jedynie Chińczyk Qiu Le oraz kolejny Kolumbijczyk, Óscar Figueroa. Następnie zwyciężył na igrzyskach panamerykańskich w Rio de Janeiro w 2007 roku, a rok później był drugi podczas igrzysk olimpijskich w Pekinie. Był to pierwszy w historii medal olimpijski dla Kolumbii wywalczony wśród mężczyzn w podnoszeniu ciężarów. W zawodach tych rozdzielił na podium Chińczyka Zhang Xiangxianga i Triyatno z Indonezji. Ostatni medal zdobył w 2011 roku, kiedy zajął trzecie miejsce na igrzyskach panamerykańskich w Guadalajarze.

## Osiągnięcia
| Rok  | Zawody                   | Miasto         | Miejsce | Kategoria | Wynik  |
| ---- | ------------------------ | -------------- | ------- | --------- | ------ |
| 2003 | Igrzyska panamerykańskie | Santo Domingo  | 1       | do 62 kg  | ? kg   |
| 2006 | Mistrzostwa świata       | Santo Domingo  | 3       | do 62 kg  | 295 kg |
| 2007 | Igrzyska panamerykańskie | Rio de Janeiro | 1       | do 62 kg  | 290 kg |
| 2008 | Igrzyska olimpijskie     | Pekin          | 2       | do 62 kg  | 305 kg |
| 2011 | Igrzyska panamerykańskie | Guadalajara    | 3       | do 62 kg  | 292 kg |